# 龙江街道 (汉中市)
龙江街道，是中华人民共和国陕西省汉中市汉台区下辖的一个街道办事处。2011年，汉中市人民政府向陕西省人民政府申请，以龙江镇设立龙江街道，驻地龙江。并将舒家营街道整建制并入龙江街道。

## 行政区划
龙江街道下辖以下地区：
沙沿社区、小店村、河坝村、舒家营村、沙沿村、谷邵村、三里店村、龙江村、柏花村、刘台村、黄营村、梧凤村、龙台村、王坟村、张山村、竹林村、桂花村、西郑营村、谭堰村、张码头村、周营村、唐营村、孤山村、新营村和张营村。